# Ванцаго
Ванцаго (итал. Vanzago) је насеље у Италији у округу Милано, региону Ломбардија.
Према процени из 2011. у насељу је живело 7262 становника. Насеље се налази на надморској висини од 164 м.

## Становништво
| 1931. | 1936. | 1951. | 1961. | 1971. | 1981. | 1991. | 2001. | 2011. |
| ----- | ----- | ----- | ----- | ----- | ----- | ----- | ----- | ----- |
| 3.076 | 3.191 | 3.710 | 4.187 | 5.014 | 5.139 | 5.668 | 6.783 | 8.914 |